# Systémová integrace
Systémová integrace je proces spojování různých softwarových komponent, subsystémů, v jeden fungující celek. Cílem je, aby tento celek pracoval co možná nejefektivněji, tedy z pohledu jednotlivých subsystémů, aby komunikace mezi nimi probíhala podle definovaného schématu a všechny případné chyby a anomálie byly zahrnuty do tohoto schématu. Jedná se o proces, protože systémy se vyvíjí, přibývají nové a staré zanikají, je tedy třeba zajistit udržitelný rozvoj systému jako celku.
Základem systémové integrace je účelně navržená infrastruktura zaměřená na podporu konkrétních procesů.
Subsystém může být internetový portál, intranetový portál, úložiště dokumentů, spisová služba, účetní systém, internetový obchod, rezervační systém, platební brána, ERP systém (informační systém organizace) nebo aplikace navržené na míru. Subsystémy mají definovaná rozhraní (interface), díky kterým komunikují buď vzájemně mezi sebou, nebo centrálně s integrační platformou. Systémová integrace se stará právě o propojení jednotlivých subsystémů.
V dnešní době roste význam systémové integrace, protože roste množství systémů. Jednotlivé subsystémy mají navržena rozhraní a pro využití jejich plného potenciálu je nutné spojení s dalšími subsystémy.

## Přínosy
Dobře provedená systémová integrace by měla přinést minimálně jednu z hodnot:
- snížení provozních nákladů
- zvýšení stability systému
- zvýšení bezpečnosti systému
- zajištění dalšího rozvoje systému

## Úrovně systémové integrace
- Datová integrace umožňuje kombinaci dat umístěných v různých zdrojích a poskytuje uživateli sjednocený pohled na tato data.[2]
- Procesní integrace propojuje jednotlivé subsystémy z pohledu navázaných podnikových procesů. Po dokončení prvního procesu se spustí proces další, s tím, že různé procesy mohou být realizovány odlišnými subsystémy.
- Integrace uživatelského rozhraní umožní, aby uživatel využíval jedno GUI pro ovládání více aplikací. Mezi integraci UI řadíme také jednotné přihlašování uživatelů (Single Sign On) do různých subsystémů.

## Systémový integrátor
Systémový integrátor jako dodavatel integrace potřebuje mít širokou znalost problematiky spíše než hlubokou. Z potřebných znalostí můžeme vyjmenovat pojmy: software a jeho architektura, hardware, komunikační protokoly a smysl pro obecné řešení problémů. Jeho hlavní rolí je: „dát všechno dohromady“, kdy je mu vstupem práce jiných organizací/dodavatelů.

## Metody systémové integrace
- Vertikální integrace (na rozdíl od horizontální), je proces integrace subsystémů podle jejich funkcí, vytvářením funkčních entit nazývaných jako sila.[4] Výhodou tohoto přístupu je rychlost realizace a zapojení pouze nezbytných dodavatelů, je tedy také v krátkodobém časovém pohledu levnější. Nevýhodou může být nákladnost, při rozšiřování o další funkce (ve srovnání s dalšími přístupy). Protože při rozšiřování nebo úpravě funkčnosti to musíme implementovat nové silo. Znovu-použití existujících sil pro vytvoření nové funkcionality není možné.[5]
- Star integrace nebo také špagetová integrace je proces spojení, kde každý systém je spojen s ostatními systémy samostatně. Když je tedy na jedne subsystém nahlíženo z perspektivy, schéma je jeví jako star. Nicméně z celkového pohledu na integrovaný systém propojení vypadá jako rozsypané špagety. Cena realizace je závislá na rozhraních, které poskytují jednotlivé subsystémy, v případě rozmanitosti jednotlivých API může značně růst. Klíčový moment přichází přidáním dalšího subsystému k celku, v tom případě roste počet vazeb exponenciálně a tím i čas nutný na realizaci, náklady a snižuje se udržitelnost celku. Z funkčního pohledu se jedná o preferovanou metodu, díky její flexibilitě a možnosti znovupoužití funkcionality.[5]
- Horizontální integrace nebo také Enterprise Service Bus (ESB) je integrační metoda, která má jeden subsystém oddělený na komunikaci mezi ostatními subsystémy. To umožňuje snižovat počet spojení (integrovaných rozhraní) vždy jeden mezi subsystémem a ESB. ESB umožňuje překládat jedno aplikační rozhraní na jiné, což snižuje náklady na úpravu rozhraní subsystémů a zvyšuje flexibilitu. Je tedy možné jeden subsystém nahradit jiným, který poskytuje stejnou funkcionalitu, ale jiné rozhraní, tato výměna je kompletně transparentní pro ostatní subsystémy. Jedinou nutnou úpravou je napojení rozhraní nového subsystému na ESB.[5]

Společný datový formát je integrační metoda nebo spíše praktika, která každému adaptéru ušetří nutnost konvertování datových zpráv od jednotlivých subsystémů, Enterprise application integration (EAI) systémy obvykle stanovují platformově-nezávislý (nebo běžný) formát pro výměnu dat. Například XML nebo JSON apod. EAI systémy obvykle poskytují službu pro datovou transformaci, aby pomohly převod aplikačně závislých datových formátů na platformově-nezávislé.

## Integrační platforma
Integrační platforma je definovaná jako software, který integruje ostatní aplikace a služby. Využívá principů a metod systémové integrace, tak aby připravil prostředí pro systémové integrátory, které má usnadnit samotný proces integrace. Liší se od Enterprise application integration, která se zaměřuje na podporu supply chain managementu, pouze poskytuje systémovým integrátorům užitečné nástroje pro realizaci integrace.
Integrační platforma může být složena z komponent, a předpřipravených balíků pro přímou instalaci nebo nabízená jako služba neboli: integration Platform as a Service (iPaaS).

### Přehled
Integrační platforma realizuje prostředí, ve kterém integrátor může realizovat:
- Datovou integraci a zajištění, že jedna verze dat a s tím spojené verzování, aby byla zajištěna datová konzistence.
- Spojovat různé aplikace, nezávisle na typu, platformě, programovacím jazyku nebo umístění.
- Bezpečnost informací, aby mohl vzít v potaz citlivost sdílených dat, aby se dostali jen k oprávněným zdrojům.
- Vizuální navigaci v uživatelském rozhraní, aby měl přehled o integrovaných aplikacích.

#### Komponenty integrační platformy
Integrační platforma typicky obsahuje komponenty jako:
- Sběrnici pro umožnění spolehlivé výměny zpráv mezi subsystémy.
- Adaptéry pro transformaci zpráv z jednoho komunikačního protokolu na jiný.
- Vizualizované mapování dat, aby bylo možné transformovat zprávy nebo soubory do jiných formátů.
- Úložiště metadat pro uchování informací o subsystémech.
- Technický dashboard pro sledování zpráv na sběrnici a náhledu historie orchestrace.
- Plánovač pro plánování orchestrace.
- Dávkový engine pro spouštění dávkových přesunů souborů, transformací, externích skriptů a dalších úloh.

### Integration Platform as a Service (iPaaS)
IPaaS je cloudová služba, která poskytuje platformu pro integraci aplikací, dat a procesu integrace projektů. Projektem může být kombinace cloudových aplikací, API a on-premise systémů. Je to vlastně integrační platforma využívající cloud computingu, aby byla zajištěna škálovatelnost a abstrakce od fyzické infrastruktury.

#### Enterprise iPaaS
U Enterprise iPaaS, myslíme například o integraci ERP a CRM systémů pro střední a velké podniky. Firmy nabízející Enterprise iPaaS nabízí i určitou formu SLA (servisní smlouvy), aby byla zajištěna záruka kvality poskytovaných služeb pro zákazníka.

#### Citizen iPaaS
Citizen iPaaS, jejímž cílem je spojovat služby pro osobní užití například.: kalendář, osobní úložiště souborů, dokumenty nebo seznam úkolů.